# Кариера (мина)
Кариѐрата е съоръжение за добив на нерудни полезни изкопаеми като каменни блокове, трошен камък, пясък, баластра, глина, варовик, мрамор и други скални материали. Добивът обикновено се извършва по открит способ, но има и закрити кариери. Много кариери, особено такива за производство на алувиални материали, се наводняват по естествен път след тяхното изоставяне, като по този начин се образуват езера.

## Кариери в България
| Име      | Основаване | Разположение                         | Разположение           | Добив                                                                         | Карта                                                                     |
| Име      | Основаване | Нас. място                           | Планина                | Добив                                                                         | Карта                                                                     |
| -------- | ---------- | ------------------------------------ | ---------------------- | ----------------------------------------------------------------------------- | ------------------------------------------------------------------------- |
| Скравена | ?          | Северно от с. Скравена, Ботевградско | З Лакавица, Предбалкан | Скални материали за използване в пътното строителство и строителни съоръжения | 42°58′35.76″ с. ш. 23°46′38.28″ и. д. / 42.9766° с. ш. 23.7773° и. д.     |
| Студена  | ?          | Южно от с. Студена, Пернишко         | ЮИ Голо бърдо          | Скални материали за използване в пътното строителство и строителни съоръжения | 42°30′39.24″ с. ш. 23°07′19.2″ и. д. / 42.5109° с. ш. 23.122° и. д.       |
| Смолско  | ?          | Северозападно от с. Смолско, Мирково | СИ Белица              | Скални материали за използване в пътното строителство и строителни съоръжения | 42°39′21.96″ с. ш. 23°54′37.08″ и. д. / 42.6561° с. ш. 23.9103° и. д. (?) |